# Rauchbier

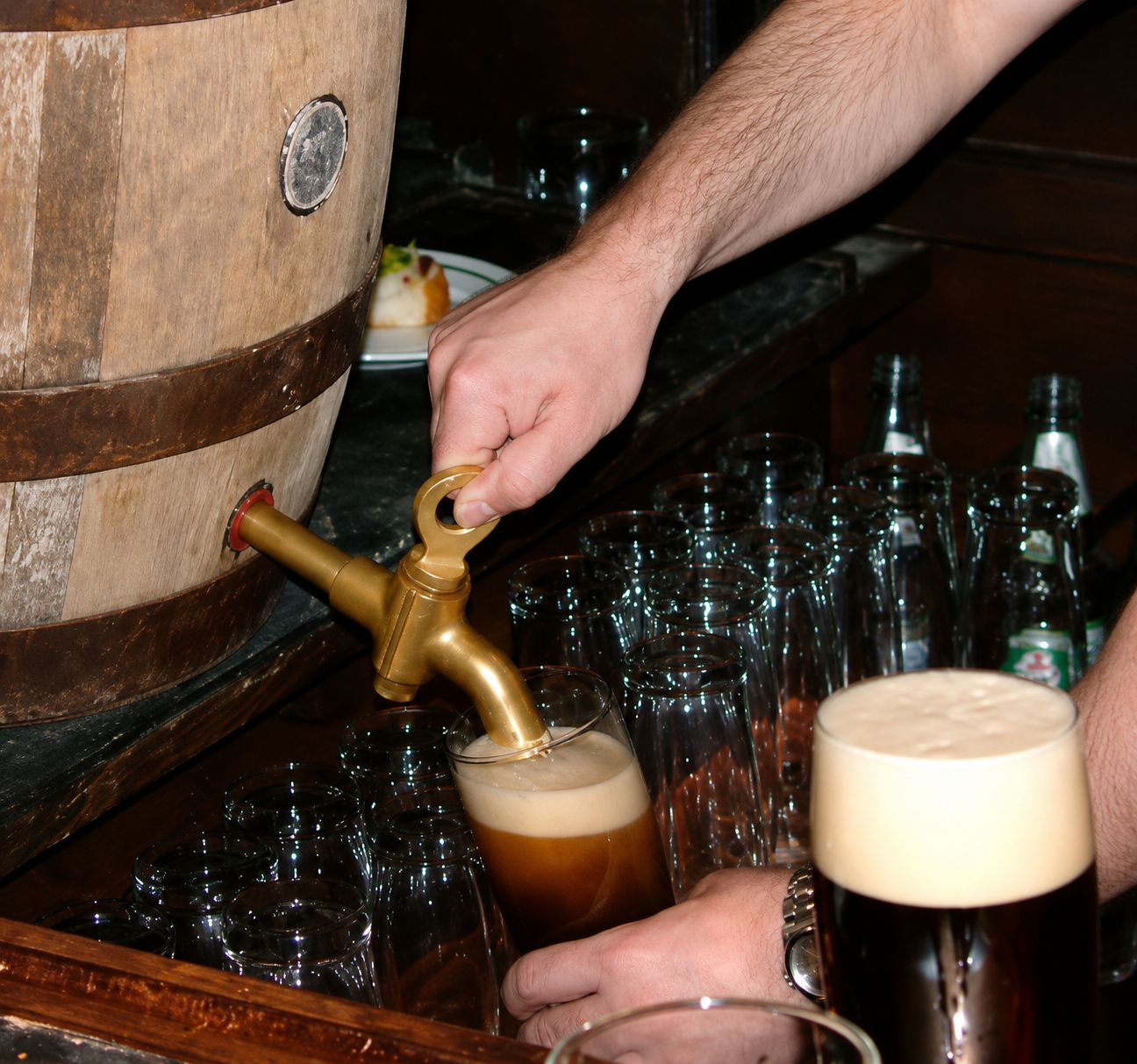
Schlenkerla Rauchbier, spillata dalla botte.

Rauchbier (in tedesco: birra affumicata) è uno stile tedesco di birra a bassa fermentazione, contraddistinto da un accentuato sapore di affumicato. Le rauchbier di Bamberga (in Baviera, Germania), e del birrificio Schlenkerla in particolare, sono le più rinomate al mondo.

## Storia
Questo stile nacque con la scoperta che essiccare i malti su fiamma viva conferiva loro un carattere affumicato, che talvolta si trasferiva anche al sapore della birra ottenuta da questi malti. Prima dell'era moderna, si usava essiccare l'orzo maltato al sole oltre che sul fuoco. Nell'era industriale fu introdotta l'essiccazione in particolari forni detti "kiln", che usavano calore indiretto. Insomma si può dire che nei secoli si sono diffuse molte tecniche per preparare i cereali alla produzione di birra, incluso quello di produrre birra dal pane, per cui la rauchbier non era universale, ma variava di regione in regione. Di certo si sa che la tecnica di essiccazione su fiamma fu usata in Inghilterra tra il XVI e il XVIII secolo.
Agli inizi del XVIII secolo, l'essiccazione di malti mediante forni kiln si diffuse sempre più e, a partire dalla metà del XIX secolo, divenne praticamente il metodo universale. Poiché nei kiln il fumo viene subito allontanato dal malto umido, il gusto di affumicato non si trasferisce più all'orzo maltato e nemmeno alla birra con esso prodotta. Ne conseguì che questa caratteristica divenne sempre meno comune nelle birre, fino a scomparire quasi completamente dal mondo birrario.
Un altro metodo usato per conferire sapore affumicato alla birra è quello di usare pietre calde per scaldare il miscuglio, impiegato dai birrifici che usavano contenitori di legno per produrre birra, dal momento che essi non potevano stare sulla fiamma.

## Rauchbier di Bamberga

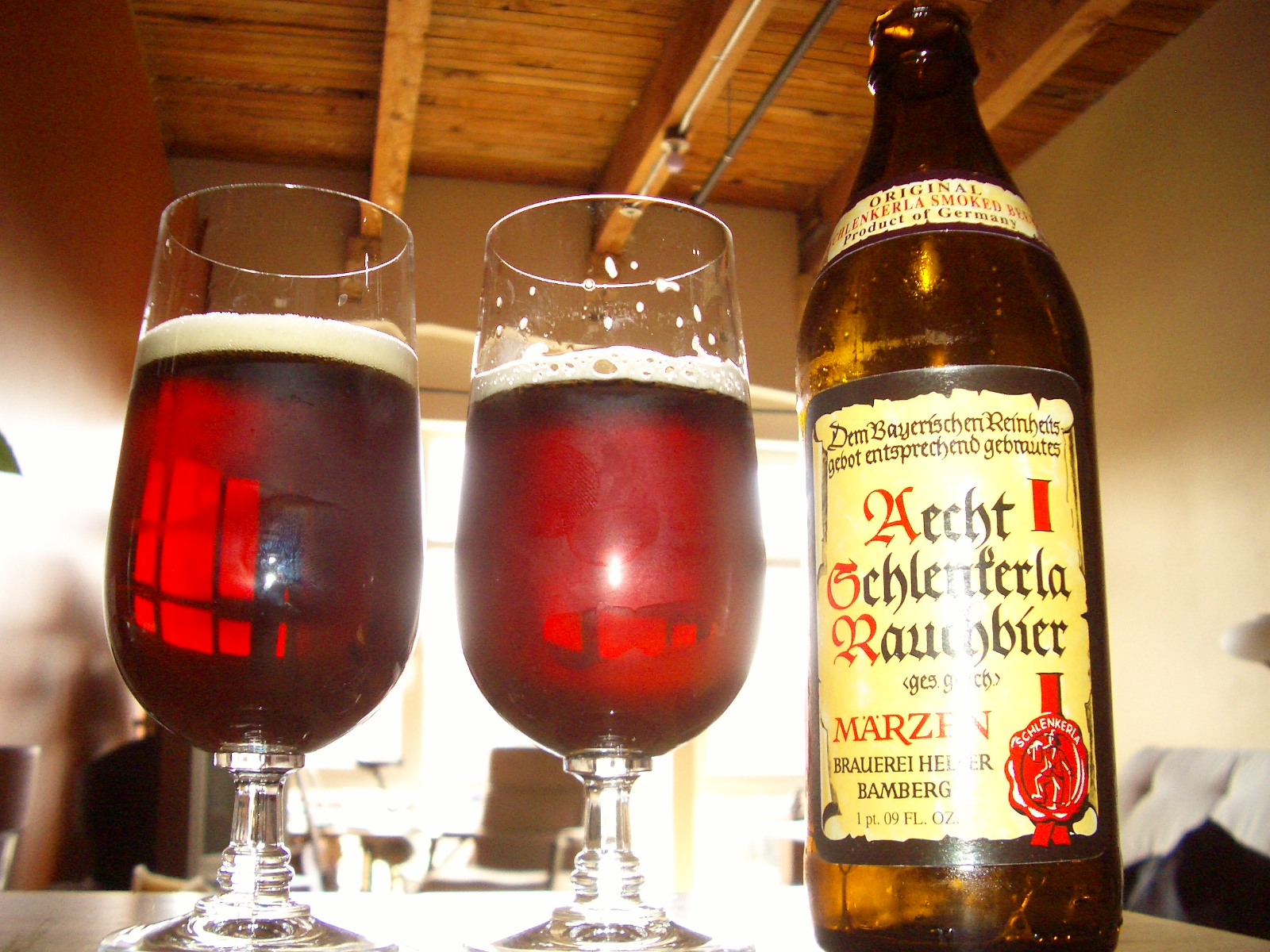
Aecht Schlenkerla Rauchbier, dal tipico colore rosso carminio.

Pochi birrifici proseguirono la produzione di rauchbier, continuando tuttavia ad impiegare malti essiccati sulla fiamma. Due birrerie di Bamberga, Schlenkerla e Spezial, rimasero praticamente le uniche a produrre questa birra per quasi due secoli. Questi storici locali sono attivi ancora oggi, assieme ad altri cinque birrifici della stessa città: tutti essiccano i loro malti sopra fuochi di legno di faggio, e producono svariati tipi di Rauchbier.